# Барателі Гіоргі Тамазович
Гіо́ргі Тама́зович Барате́лі (нар. 25 грудня 1991 — 7 серпня 2015) — солдат Збройних сил України, учасник російсько-української війни.

## Життєпис
Нардився 1991 року в місті Сухумі, Грузія.
У часі війни — доброволець, солдат 93-ї окремої механізованої бригади, з жовтня 2014 року захищав Україну, яка стала для нього другою Батьківщиною. Воював поблизу Донецького аеропорту.
8 серпня 2015-го загинув на позиції «Шахта» під Донецьком — під час мінометного обстрілу терористами позицій ЗСУ був на передньому спостережному пункті. Під обстрілом спостережний пункт не залишив та продовжив спостереження; в окоп влучила 120-мм міна. Тоді терористи застосовували міномети та артилерію, двічі стріляли з танків й стрілецької зброї, тричі — з АГС-17.
Похований у селі Башмачка Солонянського району Дніпропетровської області.

## Нагороди та вшанування
За особисту мужність, сумлінне та бездоганне служіння Українському народові, зразкове виконання військового обов'язку відзначений — нагороджений
- орденом «За мужність» ІІІ ступеня (16.1.2016, посмертно)[1]